# Jurska obala
Jurska obala (engleski: Jurassic Coast) je obalno područje kanala La Manche u južnoj Engleskoj u duljini od 153 km od Orcombe Pointa, blizu Exmoutha (Devon) do Old Harry Rocksa, blizu Swanagea (Dorset). Cijelim područjem se proteže staza za pješake South West Coast Path. God. 2001., upisana je na UNESCO-ov popis mjesta svjetske baštine u Europi kao jedinstvena obala koja predstavlja kontinuirani geološki razvoj kroz cijeli mezozoik (trijas, jura i kreda), oko 185 milijuna godina povijesti Zemlje. Lokalitet je pružio brojne svjetski važne nalaze fosila kralježnjaka i bezkralježnjaka, morskih i kontinentalnih životinja koji su dokaz raznolikosti života tijekom mezozoika.

## Odlike
Najstarije stijene su pješčane stijene na zapadu, u East Devonu, iz trijasa (prije 251-200 milijuna godina) kada je cijelo ovo područje bila velika pustinja. West Dorset čine jurske formacije gline i vapnenca koje su nastale naplavljavanjem pustinje prije oko 145 milijuna godina. Prije 100 milijuna godina razina mora je opala i formirao se krajolik tropskog mora. Na istoku Jurske obale, prije 65 milijuna godina (kreda) formirala se najkasnija obala.
Lokalitet sadrži sjajne primjere formiranja krajolika poput prirodnog luka Durdle Door, mnogih uvala i vapnenačkih nakupina (Lulworth Cove) i otoka (Otok Portland). Chesil Beach je izvanredan primjer tobola (nakupine tla kojima je otok spojen s kopnom) na olujnoj obali (obala oblikovana snažnim valovima). Zbog raznolikog geološkog sastava, obalu redovito istražuju skupine znanstvenika.
Najviša točka Jurske obale je Golden Cap visine 191 m.
Paleontologinja Mary Anning je proučavajući fosile na ovoj obali, oko Lyme Regisa, početkom 19. st. pronašla prvi čitav fosil Ichtyosaura, čime je započeo veliki razvoj paleontologije.
- "Zaljev limete" (Lyme Bay)
- "Vrata Durdle" (Durdle Door)
- Jursko vapnenačko kamenje obale otoka Portlanda
- "Geološka igla" sastavljena od različitih vrsta kamenja s Jurske obale (Orcombe Point)
- "Šišmišova glava" (Bats Head)
- "Stare Harryjeve stijene" (Old Harry Rocks)
- "Rasplesane litice" (Dancing Ledge)
- "Zlatna kapa" (Golden Cap)
- "Visoki vrh" (High Peak)
- "Propovjedaonica" (Pulpit Rock)

## Vanjske poveznice
- Službena stranica Jurske obale (engl.)